# RS Ophiuchi

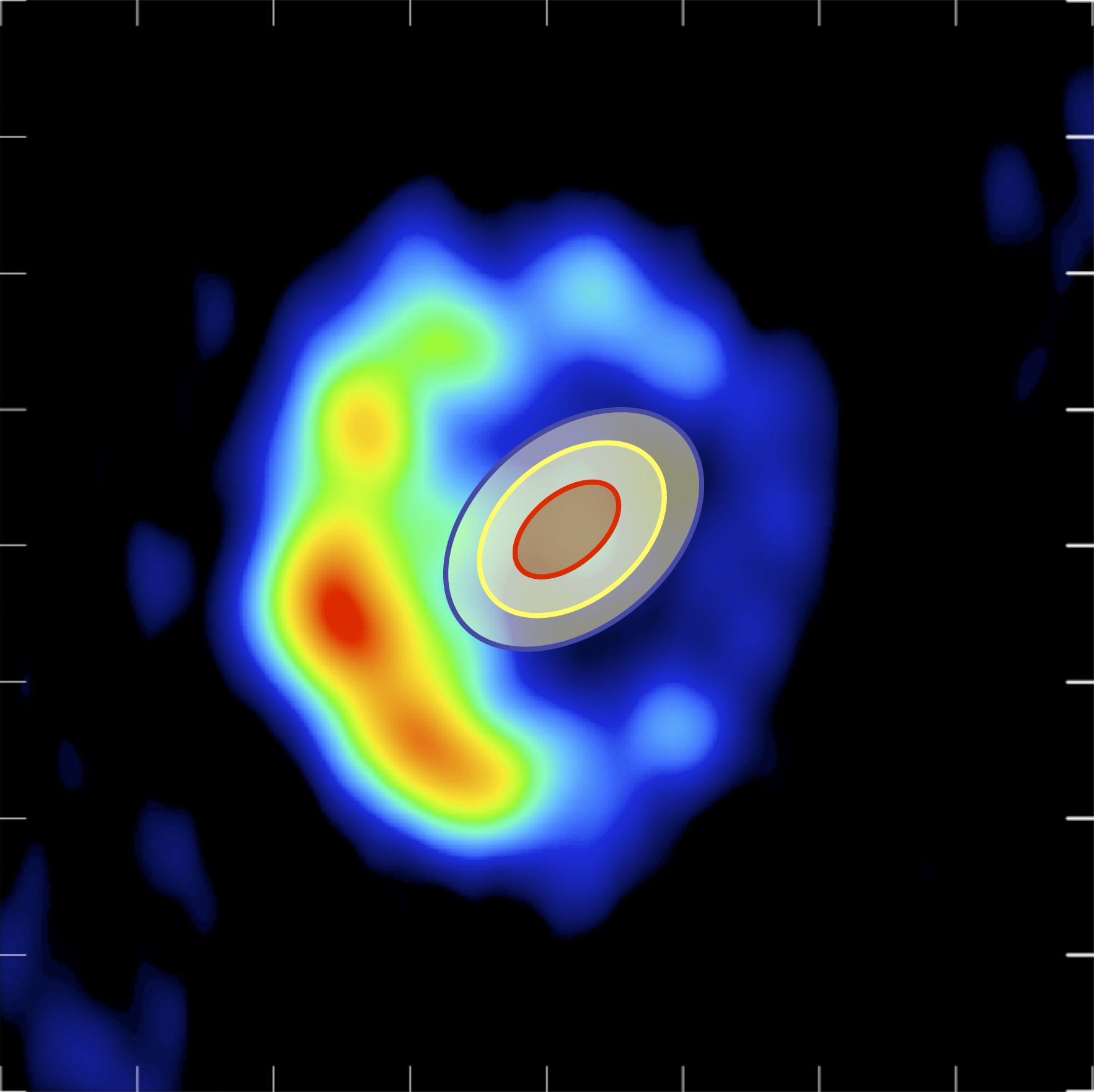
Ilustrare a observării novei RS Oph de VLTI în 2006, exact la 5,5 zile după explozie

RS Ophiuchi este o novă recurentă situată în constelația Ophiuchus.
A explodat în 1898, 1933, 1958, 1967, 1985 și 2006, atigând o magnitudine aparentă vizuală de 5.
Explozia din 2006 a fost observată cu Very Large Telescope Interferometer (VLTI) de către astronomul Olivier Chesneau, care a descoperit o bulă de foc alungită din primele zile ale exploziei.

## Coordonate
- Ascensie dreaptă: 17h 50m 13,2s
- Declinație: −06° 42’ 28”